# Île de Ioannina
L’île de Ioánnina (grec moderne : Νήσος Ιωαννίνων) est une île située au milieu du lac de Ioánnina, en Épire, Grèce, et rattachée à la municipalité de Ioánnina. Sa superficie est de 0,2 km2 ; sa plus grande longueur est de 800 m et sa plus grande largeur de 500 m.

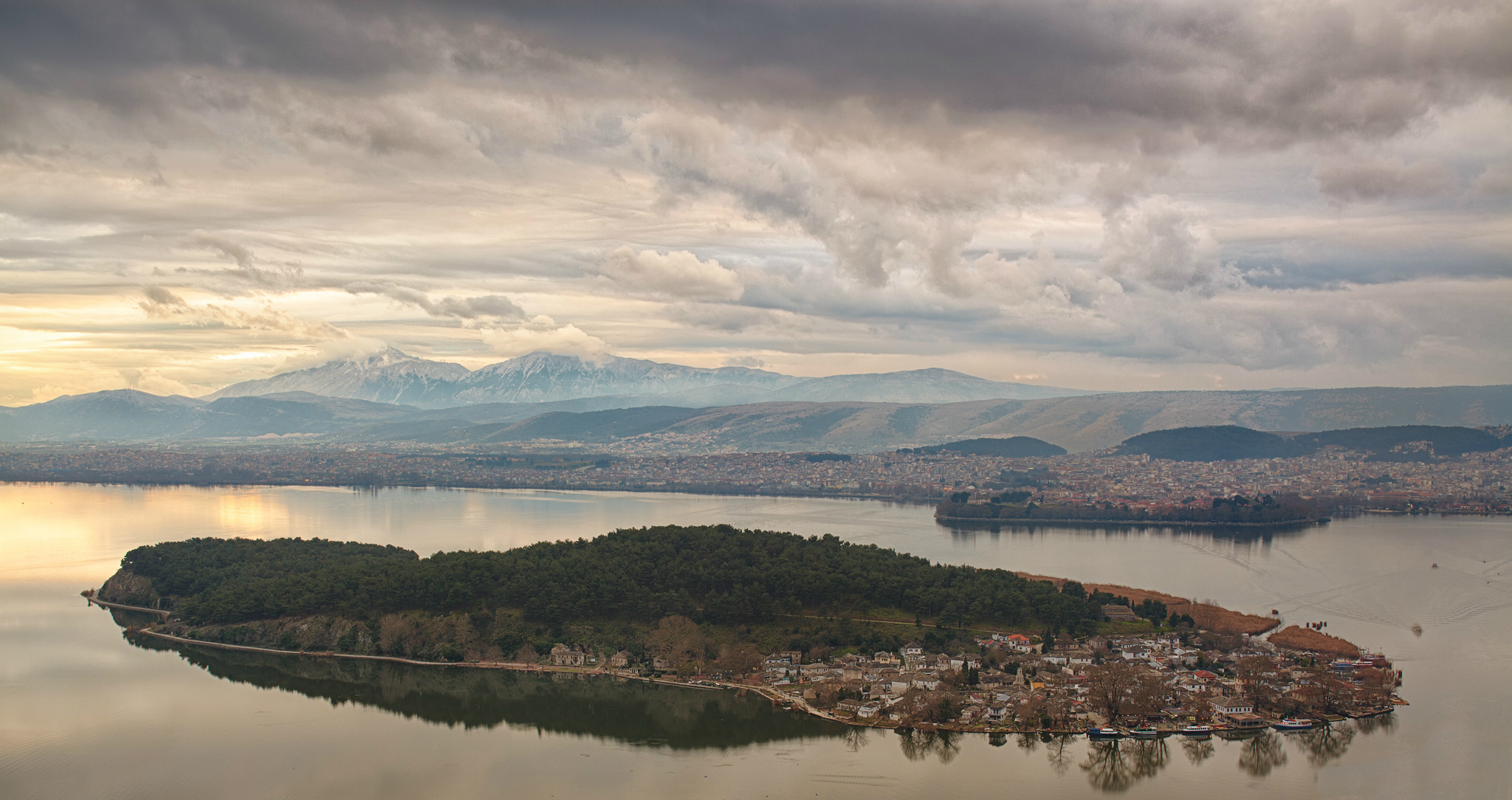
L'île de Ioánnina, au milieu du lac Pamvótis.

Sa population était de 347 habitants en 2001 (Recensement de la Grèce de 2001) et de 219 en 2011 (Recensement de la Grèce de 2011). Elle est accessible par bateau ou ferry à partir de la ville de Ioánnina.

## Histoire
L'île est mentionnée dès le XIIIe siècle, lorsque le premier monastère, celui d'Agios Nikolaos de Philanthropénoi, a été construit en 1291. Peu de temps après, un second monastère a été construit, le monastère Agiou Nikolaou Ntiliou ou Agiou Nikolaou Stratigopoulou. Pendant la domination ottomane, la communauté monastique dans l'île s'est développée, si bien que deux autres monastères ont été fondés au cours du XVIe ou de la fin du  XVe siècle, le monastère Agiou Nikolaou Méthodiou et le monastère de Podromou. Au cours du XVIIe siècle, trois nouveaux monastères ont été construits : le monastère de Saint-Pantaléon, le monastère de la Métamorphosis tou Sôtiros et le monastère de Profiti Ilia. Le petit village de l'île s'est développé probablement au cours du XVIIe siècle et a prospéré sous le règne d'Ali Pacha. C'est en ce lieu qu'Ali Pacha, chassé par l'armée ottomane, mourut en 1822.

## Lieux d'intérêt
- Monastère d'Agios Nikolaos de Philanthropenoi. Construit en 1291 ou 1292, c'est le plus ancien monastère de l'île. Il est situé au sud-est du village[2].
- Monastère d'Agios Nikolaos Ntiliou. Il est situé au sud du monastère d'Agios Nikolaos de Philanthropenoi et a été construit peu de temps après ce monastère[3] .
- Monastère d'Agia Eléousa. Il est situé au sud de monastère d'Agios Nikolaos Ntiliou. Initialement, le monastère portait le nom de monastère d'Agios Nikalaos Méthodatos. Il a été construit probablement au XVIe siècle[5].
- Monastère de Profitis Ilias. Il est situé au point le plus haut de l'île et a été construit probablement au cours du XVIIe siècle, à la place d'une église plus ancienne[5].
- Monastère de la Métamorphosis tou Sôtiros. Il est situé dans la partie sud-ouest de l'île, construit probablement au début du XVIIe siècle[5].
- Monastère de Prodromos. Il est situé au sud-est du village et date du début du XVIe siècle.
- Monastère d'Agios Panteleimonas. Il est situé près de monastère de Prodromos. Ali-Pacha a été assassiné à cet endroit[4],[5].
- Le village est un bon exemple d'architecture traditionnelle de l’Épire, avec ses maisons en pierre aux toits d'ardoise. Il est situé dans la partie nord de l'île.

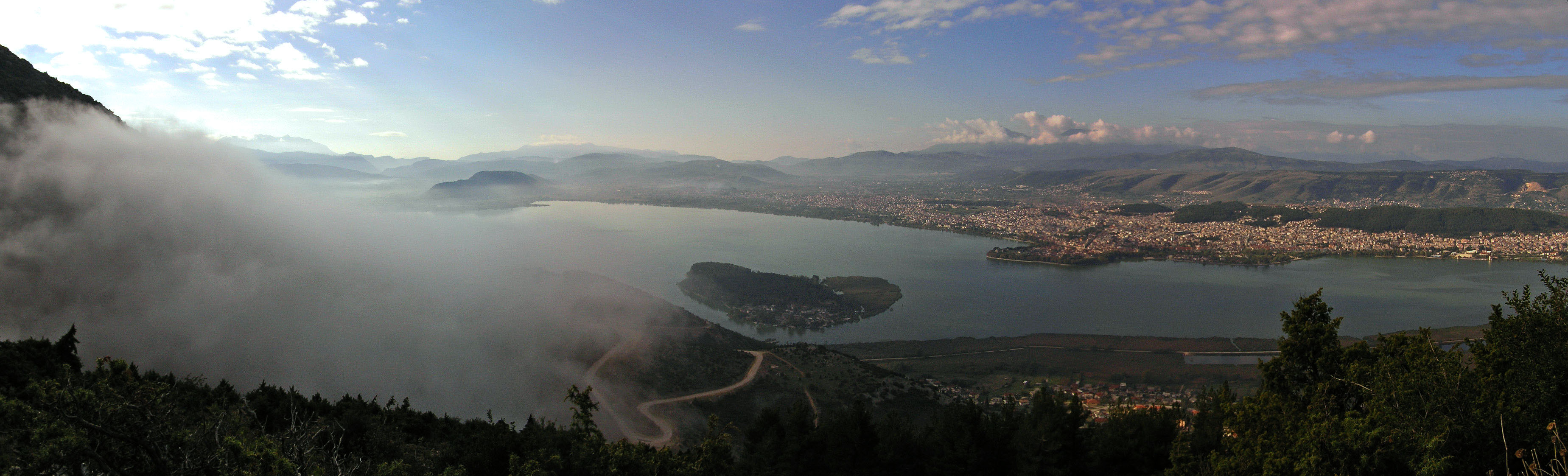
L'île et la ville de Ioánnina, sur le lac Pamvótis.